# Hans Karl von Diebitsch
Il conte Hans Karl Friedrich Anton von Diebitsch und Narden (in russo Ива́н Ива́нович Ди́бич-Забалка́нский?, Ivan Ivanovič Dibič-Zabalkanskij; Groß Leipe, 13 maggio 1785 – Pułtusk, 10 giugno 1831) è stato un militare tedesco naturalizzato russo che ricoprì la carica di feldmaresciallo in Russia.

## Biografia
Nato nella cittadina slesiana di Groß Leipe (nelle vicinanze di Oborniki Śląskie), studiò a Berlino alla scuola per cadetti, ma per desiderio del padre, l'aiutante di campo di Federico II, che aveva servito il re in Russia, seguì le orme paterne nel 1801. Partecipò alla campagna del 1805 e fu ferito alla battaglia di Austerlitz; combatté anche alle battaglie di Eylau e di Friedland, dopo la quale fu promosso capitano.
Durante i successivi cinque anni, si dedicò allo studio della scienza militare, partecipando ancora al servizio attivo nella guerra del 1812. Si distinse nella campagna di Wittgenstein, e in particolare a Polock (18 e 19 ottobre), dopo di che fu innalzato al grado di Maggior generale. Nell'ultima parte della campagna, combatté con il contingente prussiano del generale Yorck (von Wartenburg), con cui, attraverso Clausewitz, negoziò la celebrata convenzione di Tauroggen, partecipando poi con Yorck alla prima parte della Guerra di Liberazione.
Dopo la battaglia di Lützen operò in Slesia e prese parte ai negoziati per il trattato di Reichenbach. Essendosi distinto nella battaglia di Dresda e in quella di Lipsia, fu promosso luogotenente-generale. Al momento della crisi della campagna nel 1814, spinse fortemente per la marcia degli alleati su Parigi; dopo il loro ingresso, l'imperatore Alessandro gli conferì l'Ordine Imperiale di Sant'Aleksandr Nevskij.
Nel 1815 partecipò al Congresso di Vienna, e fu in seguito nominato aiutante generale dell'imperatore, sul quale aveva grande influenza (come anche sul suo successore Nicola). Ricevette il titolo di barone da Nicola e in seguito quello di conte. Nel 1820 era divenuto capo dello staff generale e nel 1825 assistette alla soppressione della rivolta decabrista.
I suoi più grandi successi furono nella guerra russo-turca del 1828-1829, che, dopo un periodo di combattimento senza risultati, fu decisa dalla brillante campagna di Adrianopoli, decisa da Diebitsch. Questa vittoria gli portò il grado di feldmaresciallo e il titolo di Zabalkanskij per commemorare il suo attraversamento dei Balcani. Nel 1830 fu nominato al comando del grande esercito destinato a sopprimere l'insurrezione in Polonia. Vinse la terribile battaglia di Grochów il 25 febbraio e fu ancora vittorioso alla battaglia di Ostrołęka del 26 maggio, ma poco dopo morì di colera (o per suicidio) a Kleszewo, presso Pułtusk, il 10 giugno 1831.